# Премия Чикайя У Тамси за африканскую поэзию
Премия Чикайя У Тамси за африканскую поэзию (фр. Prix Tchicaya U Tam'si pour la poésie africaine) — вручаемая в Марокко литературная награда поэтам Африки за новаторские произведения, обладающие высокой художественной ценностью.

## История
Премия учреждена в 1989 году в Марокко во время городского форума в Асиле. Инициатором стал министр культуры Марокко Мухаммед Бенаисса.
Названа именем конголезского поэта Чикайи У Тамси (1931—1988), который писал об истории Африки, социально-экономических проблемах континента, отстаивал право африканских народов на независимость. Также он составил антологию африканской поэзии.
Приз представляет собой установленное на деревянной подставке золотое дерево. Кроме того, лауреат получает 10 тысяч долларов США.
Обычно премия вручается в августе в рамках международного культурного фестиваля в Асиле.

## Лауреаты премии
| Год  | Лауреат               | Страна           | Примечание |
| ---- | --------------------- | ---------------- | ---------- |
| 1989 | Эдуар Моник           | Мавритания       | [ 5 ]      |
| 1991 | Рене Депестр          | Гаити            | [ 5 ]      |
| 1993 | Мазиси Кунене         | ЮАР              | [ 5 ]      |
| 1996 | Ахмад Хигази          | Египет           | [ 5 ]      |
| 1998 | Жан-Батист Тати-Лутар | Республика Конго | [ 5 ]      |
| 2001 | Вера Дуарте           | Кабо-Верде       | [ 5 ]      |
| 2004 | Абделькарим Таббаль   | Марокко          | [ 5 ]      |
| 2008 | Нийи Осундаре         | Нигерия          | [ 5 ]      |
| 2011 | Фама Дианье Сене      | Сенегал          | [ 5 ]      |
| 2011 | Мехди Ахриф           | Марокко          | [ 5 ]      |
| 2014 | Хосуэ Гуэбо           | Кот-д’Ивуар      | [ 6 ]      |
| 2018 | Амаду Ламин Салль     | Сенегал          | [ 7 ]      |
| 2022 | Поль Дакейо           | Камерун          | [ 8 ]      |